# Путь мести
«Путь мести» (англ. Sacrifice) — американо-канадский криминальный фильм-боевик 2011 года. Главные роли исполнили Кристиан Слейтер и Кьюба Гудинг-младший.

## Сюжет
Полицейский под прикрытием Джон теряет жену и дочь, погибших от рук наркокартеля. Ему выпадает шанс отомстить убийцам своей семьи, когда бывшего наркодилера Майка, который хотел уйти из опасного бизнеса, убивают, а его пятилетнюю сестру похищают. Джон заручается поддержкой своего знакомого священника, отца Портера, чтобы найти её.

## В ролях
| Актёр                | Роль                                    |
| -------------------- | --------------------------------------- |
| Кьюба Гудинг-младший | Джон Хеброн полицейский под прикрытием  |
| Кристиан Слейтер     | отец Портер священник                   |
| Девон Бостик         | Майк Лопез молодой бывший наркоторговец |
| Аркадия Кендал       | Энджел Лопез младшая сестра Майка       |
| Ким Коутс            | Армент                                  |
| Афина Карканис       | Рэйчел                                  |

## Производство
Производство фильма было запущено 28 марта 2010 года. Съёмки проходили в Оттаве, столице Канады.
Фильм был выпущен компанией Alliance Films 26 апреля 2011 года.